# Sœurs disciples de Jésus Eucharistie
Les sœurs disciples de Jésus Eucharistie (en latin : Congregatio Sororum Discipularum a Iesu Eucharistico) forment une congrégation religieuse féminine enseignante et hospitalière de droit pontifical.

## Histoire
La congrégation est fondée le 4 octobre 1923 à Tricarico par Raffaello Delle Nocche (it) (1877-1960), évêque de Tricarico, avec l'aide de Linda Machina dans le but de servir dans la région de la Basilicate par l'adoration perpétuelle et diverses œuvres de miséricorde.
Avec l'autorisation du Saint-Siège, le fondateur érige canoniquement la communauté en congrégation de droit diocésain par un décret du 14 août 1927. L'institut reçoit le décret de louange le 29 mai 1943 et ses constitutions sont définitivement approuvées par le Saint-Siège le 23 juin 1952.
La première maison à l'étranger est ouverte en 1951 au Brésil. En 1975, elles arrivent au Rwanda où elles sont maintenant présentes dans le sanctuaire marial de Kibeho. En 1997, elles s'implantent à Manille aux Philippines pour l'éducation des plus petits et ouvrent à mindanao une maison d'accueil pour mères célibataires et adolescentes victimes de maltraitance, selon le souhait de l'évêque du diocèse de Butuan (it).
En 2003, elles s'installent au Mozambique et animent le centre eucharistique de la cathédrale de Pemba et se rendent aux abords de la ville pour soigner les enfants en malnutrition. La même année, elles ouvrent une école maternelle en Indonésie. En 2009, elles sont appelées par Basilio do Nascimento, évêque du diocèse de Baucau, pour promouvoir le culte eucharistique et former des adorateurs et des catéchistes. Elles s’installent au Viet Nam en 2012suivit du Mexique en 2015.

## Activités et diffusion
Elles œuvrent dans les jardins d'enfants, les centres d'accueil et les maisons de repos pour personnes âgées et handicapées.
Elles sont présentes en:
- Europe : Italie.
- Amérique : Brésil, Mexique.
- Afrique : Mozambique, Rwanda.
- Asie : Indonésie, Philippines, Timor oriental, Vietnam.

La maison-mère est à Rome.
En 2015, la congrégation comptait 444 sœurs dans 54 maisons.